# Râul Dragoteanu
Râul Dragoteanu este un curs de apă, afluent al râului Muncelu.